# سوق رائدة
سوق الرائدة هو مصطلح يطلق في نظرية الابتكار ويشير إلى بلد أو منطقة والتي رائدة اعتمادا ناجحا للتصميم المبتكر. ويرسل تأثيرات إشارة إلى أسواق "lag" الأخرى، والتي بدورها تساعد في إطلاق عملية نشر عالمية. وفي إحدى رواد هذه النظرية كما فهمت حتى الآن  ماريان بيز فقالت «إن الابتكارات التي نجحت مع المستخدمين المحليين في الاسواق الرائده  لديها إمكانات أكبر لتصبح معتمدة عالمياً أكثر من أي تصميم مفضل آخر في بلدان أخرى». وقد وصف كريستوف بارتليت وسومانترا غوشال الاسواق الرائده بأنها «[...] الأسواق التي توفر الحوافز لمعظم المنتجات والعمليات العالمية لشركة متعددة الجنسيات..وتصبح الابتكارات المحلية في هذه الأماكن الأخرى».
لتوضيح لاسواق الرائده مع بعض الأمثلة، يمكن اعتبار ألمانيا سوقًا رائدًا للطاقات المتجددة والسيارات (المتميزة)، بينما ستطابق الولايات المتحدة الاسواق الرائده  لتكنولوجيا المعلومات بما في ذلك التجارة الإلكترونية.
يعتقد أن الأسواق الرائدة تساعد في تقليل عدم معرفة السوق والتكنولوجيا في عملية تطوير المنتجات الجديدة؛ وويمكن أن ينظر إليه على أنه محرك مهم لتدويل البحث والتطور (البحث والتطور).
كان من المفترض أن تتميز الأسواق الرائدة بعوامل مثل ارتفاع دخل الفرد وارتفاع مستوى تطور العملاء و «نظام بيئي» تنافسي. وتندرج هذه العوامل في 5 «مجموعات من المزايا»، ومنها ميزة الطلب، وميزة هيكل السوق، وميزة التكلفة، وميزة التصدير، وميزة النقل. قد تحدث بعض العلماء أيضًا عن ميزة تنظيمية ناشئة عن سياسات حكومية مواتية (راجعه إلى Rennings و Smidt، 2010). ومع ذلك، أشار بعض العلماء الآخرين نحو تأثير التنظيم على جميع العوامل الأخرى. على سبيل المثال، تنص Tiwari و Herstatt (2012: 100) على ما يلي: «[...] نعتبره مناسبًا، وليس التعامل مع التنظيم كمجموعة منفصلة نظرًا لأن عوامل السياسة تؤثر على جميع المجموعات الأخرى من المزايا وتغطيها ضمنيًا.»
تم انتقاد نظرية الأسواق الرائدة لعدم كونها «متسقة وصارمة». في حين أن الحكمة التقليدية، نظرًا لتأكيدها على ثراء العملاء وتطورهم كمحفزين للابتكار، تميل إلى رؤية وجود أسواق رائدة في البلدان المتقدمة اقتصاديًا؛ بحث حديث ولا سيما ان راجنيش تيواري وكورنيليوس هيرستات من جامعة هامبورغ للتكنولوجيا (على سبيل المثال، Tiwari و Herstatt، 2011 أ، Tiwari و Herstatt، 2011b)، أكدت الحاجة إلى تحديث / توسيع نموذج السوق الرائدة لتعديله مع الحقائق المتغيرة في مواجهة العولمة والنمو الاقتصادي المطرد في البلدان النامية. باستخدام أمثلة للعديد من الابتكارات المقلدة من الهند، وعلى الأخص حالة صناعة السيارات الصغيرة في قطاع السيارات في الهند، وقد اقترح راجنيش تيواري في أطروحته في جامعة هامبورغ للتكنولوجيا (جامعة هامبورغ للتكنولوجيا TUHH) بأن الأسواق الرائدة يمكن أن تظهر في الدول النامية، وكذلك توفير يتيح حجم السوق تحقيق وفورات كبيرة في الحجم ويتمتع نظام الابتكار في البلاد بالقدرات التكنولوجية اللازمة. وهذان الشرطان، اللذان يُرى بالاقتران مع عدة عوامل أخرى مثل الاندماج في التجارة الدولية والوصول إلى شبكات الابتكار العالمية المفتوحة (OGINs)، فقد يمكن أن يعوضا في كثير من الحالات عن عيوب نموذجية أخرى في البلدان النامية، مثل انخفاض القوة الشرائية. ونتيجة من ذلك، قد اقترحت أطروحة Tiwari تحديث النموذج لتضمين الميزة التكنولوجية في النموذج، مع الجمع بين مزايا التصدير والنقل كمجموعة واحدة. ومن ثم يتم تحديث / وتعديل العوامل داخل المجموعات الفردية من المزايا. كما ان قد قدم تطور قطاع السيارات الصغيرة في الهند بعض الأفكار القيمة حول إمكانية ظهور سوق رائدة في بلد ما. إن هذا النموذج، إذا تم التحقق من صحته من خلال إجراء مزيد من البحوث، فإنه سيساعد على تمكين إجراء تحليل مسبق للأسواق الرائدة، وفي حين أن تحليلات الاقتصاد الكلي كانت حتى الآن معظمها غير متكررة.

## روابط خارجية
- الأسواق الرائدة: الانتشار العالمي للابتكارات البيئية، موقع المشروع، مركز البحوث الاقتصادية الأوروبية (ZEW)، مانهايم.
- إستراتيجيات السوق الرائدة: First Mover و Early Follower و Late Follower، موقع المشروع على الويب، FU Berlin
- إستراتيجيات السوق الرائدة: المحرك الأول، المتابع المبكر، المتابع المتأخر / إستراتيجيات السوق الرائدة وأنظمة ديناميكية، فراونهوفر، ISI.
- مبادرة السوق الرائدة، وهي جزء من برنامج «الابتكار الصناعي: سياسات جانب الطلب»، المفوضية الأوروبية.
- Leadian Strategien، FONA: اقتصاديات الاستدامة، مشروع لوزارة التعليم والبحث الفيدرالية في ألمانيا.
- أبحاث السوق الرائدة: التكيف مع الحقائق المتغيرة والناشئة، مشروع أبحاث الابتكار العالمي، جامعة هامبورغ للتكنولوجيا.
- Tiwari، R. and Herstatt، C. (2012): فتح شبكات الابتكار العالمية كعوامل تمكين للابتكار المقتصد : مقترحات تستند إلى الأدلة من الهند، ورقة العمل رقم 72، معهد التكنولوجيا وإدارة الابتكار، جامعة هامبورغ للتكنولوجيا.
- Tiwari، R. and Herstatt، C. (2011): الابتكارات الضخمة للعميل «غير المستفيد»: تقييم لجاذبية الهند كسوق رائدة للمنتجات الفعالة من حيث التكلفة، ورقة العمل رقم 69، معهد التكنولوجيا وإدارة الابتكار، جامعة هامبورغ للتكنولوجيا.
- Tiwari، R. and Herstatt، C. (2011): India - A Lead Market for Frugal Innovations؟ توسيع نظرية السوق الرائدة إلى الاقتصادات الناشئة، ورقة العمل رقم 67، معهد التكنولوجيا وإدارة الابتكار، جامعة هامبورغ للتكنولوجيا.